# DNK (album)
Pour les articles homonymes, voir DNK.
Albums de Aya Nakamura
Aya
(2020)
Singles
1. SMS
Sortie : 1 décembre 2022
2. Baby
Sortie : 12 janvier 2023
3. Daddy (feat. SDM)
Sortie : 3 mai 2023

DNK est le quatrième album studio de la chanteuse française Aya Nakamura, faisant référence à son vrai nom de famille Danioko. Il sort le 27 janvier 2023 via Warner Music France.
L'album présente des apparitions invitées de SDM, Tiakola, Myke Towers et Kim. L'album a été précédé par la sortie en single de deux de ses chansons : SMS et Baby qui se hisseront, respectivement, à la seizième et la troisième place du classement français. À sa sortie l'album se classe à la première place du classement français devenant l'album de la chanteuse à se classer le plus haut ; son troisième album Aya s'étant classé en deuxième position.

## Contexte et promotion
Nakamura a annoncé son album via un livestream YouTube le 6 janvier 2023, aux côtés de tous nouveaux produits comprenant des sweats à capuche, des t-shirts et des CD. Elle a également annoncé les modalités d'achat en prévente pour ses concerts à l'Accor Hotel Arena les 26, 27 et 28 mai 2023, qui se sont vendus immédiatement.
« DNK » est l'acronyme de « Danioko » le véritable nom de la chanteuse. Fabrice Pliskin dans L'Obs souligne que l'album est efficace même si musicalement la chanteuse « ne prend pas trop de risques », et donne une note de trois étoiles sur quatre.

### Singles
SMS sert de premier single extrait de l'album, le single sort avant la sortie de l'album le 1er décembre 2022. Il se classe dans le top 20 en France, au numéro 16.
Le deuxième single de l'album Baby est sorti le 12 janvier 2023 et se classe dans le top 3 en France, 27e en Wallonie et 32e en Suisse. Il est certifié single de diamant en France.
Le troisième single de l'album est Daddy en featuring avec SDM, accompagné de son clip, sorti le 3 mai 2023. Il se classe dans le top 10 en France dès sa sortie, au numéro 6.

## Liste des pistes
| 1.  | Corazon                       | Aya Nakamura                 | Seysey                           | 2:45 |
| 2.  | Baby                          | Nakamura                     | - Max et Seny - Shiruken Music   | 2:42 |
| 3.  | Daddy (feat. SDM)             | - Nakamura - Beni Mosabu     | Drama State                      | 3:17 |
| 4.  | SMS                           | Nakamura                     | - Hard Level - Shiruken Music    | 2:33 |
| 5.  | Tous les jours                | Nakamura                     | - Hard Level - Shiruken Music    | 2:50 |
| 6.  | T'as peur (feat. Myke Towers) | - Nakamura - Michael Torres  | - Max et Seny                    | 3:35 |
| 7.  | Beleck                        | Nakamura                     | - Max et Seny - Shiruken Music   | 2:19 |
| 8.  | Cadeau (feat. Tiakola)        | - Nakamura - William Mundala | - Hard Level - Shiruken Music    | 2:31 |
| 9.  | J'ai mal                      | Nakamura                     | - Max et Seny                    | 2:33 |
| 10. | Coller                        | Nakamura                     | Seysey                           | 2:51 |
| 11. | Le goût                       | Nakamura                     | Seysey                           | 2:47 |
| 12. | Chacun (feat. Kim)            | - Nakamura - Kim Almarcha    | - Max et Seny                    | 3:05 |
| 13. | Haut niveau                   | Nakamura                     | Starow                           | 3:02 |
| 14. | Bloqué                        | Nakamura                     | - Boumidjal - HoloMobb - Yeuss K | 2:34 |
| 15. | Fin                           | Nakamura                     | - Hard Level - Shiruken Music    | 2:24 |

| 16. | Come back | Zandry, Nakamura, Boudnikoff, Djadoo & Zimgotit | Aloïs Zandry & Vladimir Boudnikoff | 2:54 |
| 17. | Bisous    | Nakamura, Silly raiito & Timo                   | Timo                               | 2:43 |
| 18. | Chérie    | Nakamura                                        | Kimo & Silly raiito                | 3:08 |

## Titres certifiés en France
- Baby  Diamant[13]
- SMS  Or[14]
- Daddy (feat. SDM)  Or[15]
- Cadeau (feat. Tiakola)  Platine[16]
- Chérie  Or
- Tous les jours  Or

## Clips vidéo
- SMS : 1er décembre 2022
- Baby : 12 janvier 2023
- Daddy (feat. SDM) : 3 mai 2023

## Classements et certifications

### Classements hebdomadaires
| Classements (2023)           | Meilleure position |
| ---------------------------- | ------------------ |
| France (SNEP)                | 1                  |
| Belgique (Flandre Ultratop)  | 65                 |
| Belgique (Wallonie Ultratop) | 2                  |
| Suisse (Schweizer Hitparade) | 6                  |

### Certification
| Région                                                                                                 | Certification | Ventes/Streams |
| --- | ------------- | -------------- |
| France (SNEP)                                                                                          | Platine       | 100 000*       |
| *Ventes selon la certification ^Mise en rayon selon la certification xNon précisé par la certification |               |                |